# Pseudicius sheherezadae
Pseudicius sheherezadae är en spindelart som beskrevs av Prószynski 1989. Pseudicius sheherezadae ingår i släktet Pseudicius och familjen hoppspindlar. Inga underarter finns listade i Catalogue of Life.